# Coal Creek (Colorado)
Pour les articles homonymes, voir Coal Creek.
Coal Creek est une ville américaine située dans le comté de Fremont, dans le Colorado.
Selon le recensement de 2010, Coal Creek compte 343 habitants. La municipalité s'étend sur 1,27 milles carrés (3,29 km2).
La ville doit son nom à ses mines de charbon (coal en anglais).

## Démographie
| 1900 | 1910 | 1920 | 1930 | 1940 | 1950 |
| ---- | ---- | ---- | ---- | ---- | ---- |
| 698  | 676  | 618  | 435  | 261  | 195  |

| 1960 | 1970 | 1980 | 1990 | 2000 | 2010 |
| ---- | ---- | ---- | ---- | ---- | ---- |
| 206  | 225  | 190  | 157  | 303  | 343  |